# HMS Sheldrake (L06)
Pour les autres navires du même nom, voir HMS Sheldrake.
Le HMS Sheldrake (pennant number L06, à partir de 1940, K06) est un sloop côtier de classe Kingfisher construit pour la Royal Navy, et utilisé pendant la Seconde Guerre mondiale

## Construction
Le Sheldrake est commandé par l'Amirauté britannique le 21 janvier 1936 pour le chantier naval de John I. Thornycroft & Company de Southampton en Angleterre. La pose de la quille est effectuée le 21 juin 1936, le Sheldrake est lancé le 28 janvier 1937 et mis en service le 1er juillet 1937.
La classe Kingfisher est une tentative de construire un navire de patrouille de moins de 600 tonnes, en raison de l'absence de clauses sur les navires de cette taille dans le traité naval de Londres de 1930. Il est prévu qu'il escorte le transport côtier en temps de guerre. Sa petite taille et son faible rayon d'action qui en résulte (il est basé sur un destroyer à échelle réduite) le rendent impropre au travail en haute mer.
Les navires de classe Kingfisher sont conçus comme des escortes côtières, aptes à remplacer les anciens navires utilisés pour la protection des pêcheries et la formation à la guerre anti-sous-marine en temps de paix, tout en étant adaptés à la production de masse en temps de guerre,.
Le Kingfisher mesure 71,32 m de longueur entre perpendiculaires et 74,12 m en longueur hors-tout, avec un maître-bau de 8,08 m et un tirant d'eau de 2,21 m,. Le déplacement est de 518 t en standard et de 752 t à pleine charge.
Deux chaudières à tubes d'eau Admiralty à 3 tambours alimentent deux turbines à vapeur à engrenages Parsons d'une puissance de 3 600 chevaux (2 700 kW), ce qui donne une vitesse de 20 nœuds (37 km/h). L'armement principal est un seul canon QF 102 mm Mk V sur une monture à faible angle. Cela a été jugé suffisant pour traiter un sous-marin en surface. Huit mitrailleuses Lewis constituent l'armement antiaérien du navire. L'armement anti-sous-marin est relativement lourd à l'époque, avec une capacité de 40 charges de profondeur, lancées par deux lanceurs et deux goulottes, avec un sonar de type 124 monté dans un dôme rétractable,. Le navire possède un équipage de 60 officiers et hommes.
Le manque déplorable d'armement défensif a été résolu au début de la guerre en ajoutant plusieurs mitrailleuses Vickers sur le pont arrière des groupes Kingfisher et Kittiwake, selon les Shearwaters. Au fur et à mesure de leur disponibilité, deux canons Oerlikon de 20 mm ont été ajoutés, sur des supports de piédestal simples à l'arrière du rouf, la mitrailleuse inutile étant remplacée plus tard par une autre paire de ces armes. Le radar magnétron de type 271 a été ajouté sur le toit du pont au fur et à mesure de sa disponibilité, il s'agissait d'un ensemble d'indications cibles capable de détecter le château d'un bateau ou même le périscope ou le schnorkel d'un sous-marin. Un radar d'avertissement aérien de type 286 a été ajouté en tête de mât. Les navires qui avaient le canon Mark V sur le support ouvert HA Mark III avaient un bouclier ajouté pour donner aux équipages des armes à feu une mesure de protection sur le gaillard exposé.

## Histoire
Le 30 septembre 1946, le Sheldrake est vendu à la Chine pour le service marchand sous le nom de Tuch Loon.

### Commandement
- Lieutenant Commander (Lt.Cdr.) Arthur Edward Tolfrey Christie (RN) du 5 avril 1938 au 21 octobre 1940
- Commander (Cdr.) (en retraite) Valentine Maurice Wyndham-Quin (RN) du 21 octobre 1940 au 30 janvier 1941
- Commander (Cdr.) (en retraite)  Edmund Hugh Hopkinson (RN) du 30 janvier 1941 au 28 juin 1941
- Lieutenant (Lt.) Roland Chisnell Watkin (RN) du 28 juin 1941 au 2 juin 1942
- T/A/Lieutenant Commander (T/A/Lt.Cdr.) Richard Popkis Chapman (RNR) du 2 juin 1942 au 18 décembre 1942
- Lieutenant (Lt.) Gerald Joseph Parry (RNR) du 18 décembre 1942 au 13 octobre 1943
- T/Lieutenant (T/Lt.) Joseph Davidson Love (RNR) du 13 octobre 1943 au 18 décembre 1943
- T/Lieutenant (T/Lt.) Thomas Charles Harrison (RNVR) du 18 décembre 1943 au 22 mars 1945
- T/A/Lieutenant Commander (T/A/Lt.Cdr.) George Henry Riches (RNVR) du 22 mars 1945 à mi-1945